# Stefan Mohr
Pour les articles homonymes, voir Mohr.
Stefan Mohr est un joueur d'échecs allemand né le 22 octobre 1967 à Francfort.

## Biographie et carrière
Grand maître international depuis 1989, Stefan Mohr a représenté l'Allemagne lors de :
- la coupe Mitropa 1988 (médaille d'argent par équipe) ;
- le Championnat d'Europe par équipes 1989 (médaille de bronze par équipe).

Il remporta le tournoi Elkies de Budapest et l'open de Schöneck/Vogtl. en 1988.